# Brienne-sur-Aisne
Pour les articles homonymes, voir Brienne.
Brienne-sur-Aisne est une commune française située dans le département des Ardennes, en région Grand Est.
Ses habitants et habitantes sont appelés les Briennois et les Briennoises.

## Géographie
| Évergnicourt Aisne         | Avaux              | Vieux-lès-Asfeld |
| Neufchâtel-sur-Aisne Aisne | Brienne-sur-Aisne  | Poilcourt-Sydney |
| Pignicourt Aisne           | Auménancourt Marne |                  |

Brienne-sur-Aisne se situe à l'intersection de trois départements l'Aisne, la Marne et les Ardennes.
Elle fait partie de la communauté de communes de l'Asfeldois.
Les communes voisines sont Évergnicourt, Neufchâtel-sur-Aisne, Pignicourt, Avaux, Menneville.
La grande ville la plus proche est Reims, qui se trouve à 19,57 km au sud à vol d'oiseau. La gare la plus proche de Brienne-sur-Aisne se trouve à Guignicourt (6,56 km), Loivre (10,62 km), Courcy - Brimont (11,88 km), Amifontaine (11,7 km), Reims (19,49 km kilomètres).

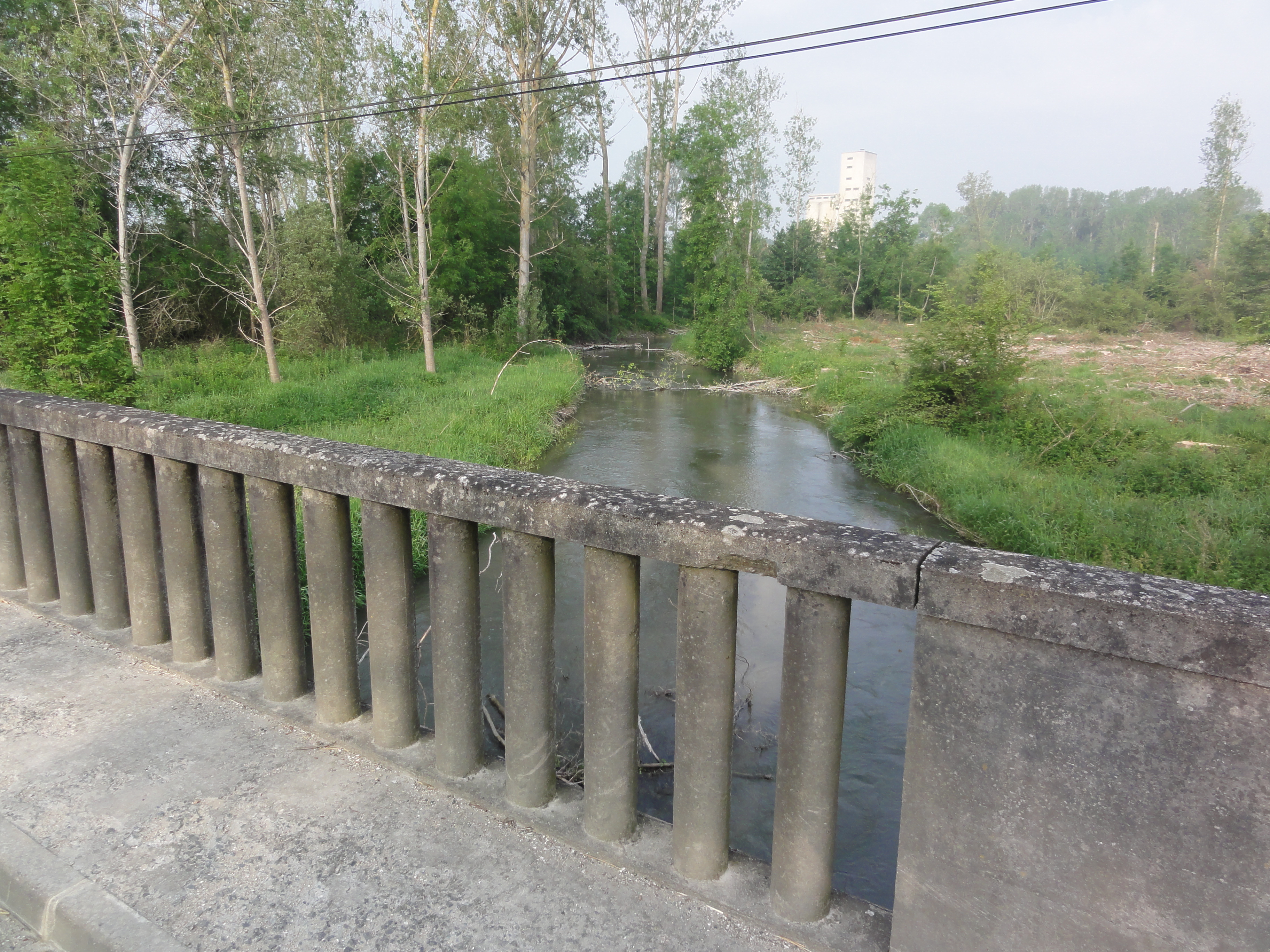
La Retourne à Brienne-sur-Aisne.

### Hydrographie

#### Réseau hydrographique
La commune est dans la région hydrographique « la Seine du confluent de l'Oise (inclus) à l'embouchure » au sein du bassin Seine-Normandie. Elle est drainée par l'Aisne, le canal latéral à l'Aisne, la Retourne et la Retourne,.
L'Aisne est un  cours d'eau naturel navigable de 256 km de longueur, traversant les cinq départements Meuse, Marne, Ardennes, Aisne, Oise. Elle est un affluent de rive gauche de l'Oise, ce qui fait d'elle un sous-affluent de la Seine. Elle constitue une limite séparative nord de la commune, s'écoulant d'est en ouest sur une longueur d'environ 3 km.
Le canal latéral à l'Aisne est un canal, chenal navigable de 52 km. Il prend sa source dans la commune de Vieux-lès-Asfeld et se jette dans l'Aisne au niveau de la commune de Chassemy. Il traverse la commune dans sa partie nord d'est en ouestsur une longueur d'environ 3,9 km.
La Retourne, d'une longueur de 45 km, prend sa source dans la commune de Leffincourt et se jette  dans l'Aisne à Neufchâtel-sur-Aisne, après avoir traversé 18 communes.

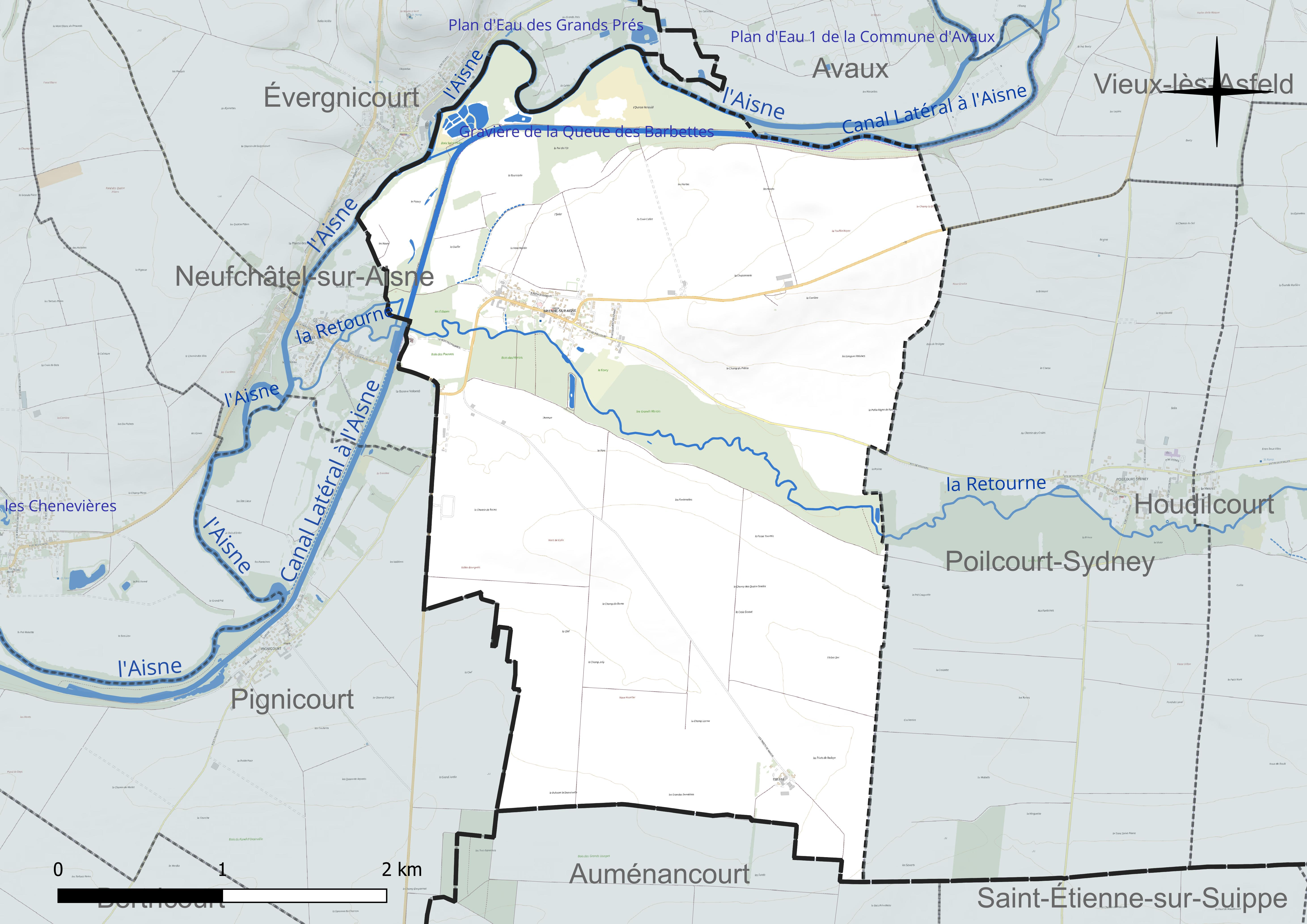
Réseau hydrographique de Brienne-sur-Aisne.

Un plan d'eau complète le réseau hydrographique : la gravière de la Queue des Barbettes (0,9 ha),.

#### Gestion et qualité des eaux
Le territoire communal est couvert par le schéma d'aménagement et de gestion des eaux (SAGE) « Aisne Vesle Suippe ». Ce document de planification, dont le territoire s’étend sur 3 096 km2 répartis sur trois départements (Aisne, Marne et Ardennes) et deux régions (Champagne-Ardenne et Picardie), a été approuvé le 16 décembre 2013. La structure porteuse de l'élaboration et de la mise en œuvre est le syndicat d’aménagement des bassins Aisne Vesle Suippe (SIABAVES).
La qualité des cours d’eau peut être consultée sur un site dédié géré par les agences de l’eau et l’Agence française pour la biodiversité.

### Climat
Pour des articles plus généraux, voir Climat du Grand Est et Climat des Ardennes.
En 2010, le climat de la commune est de type climat océanique dégradé des plaines du Centre et du Nord, selon une étude du Centre national de la recherche scientifique s'appuyant sur une série de données couvrant la période 1971-2000. En 2020, Météo-France publie une typologie des climats de la France métropolitaine dans laquelle la commune est exposée à un climat océanique altéré et est dans la région climatique Nord-est du bassin Parisien, caractérisée par un ensoleillement médiocre, une pluviométrie moyenne régulièrement répartie au cours de l’année et un hiver froid (3 °C).
Pour la période 1971-2000, la température annuelle moyenne est de 10,4 °C, avec une amplitude thermique annuelle de 15,7 °C. Le cumul annuel moyen de précipitations est de 687 mm, avec 11,6 jours de précipitations en janvier et 8,7 jours en juillet. Pour la période 1991-2020, la température moyenne annuelle observée sur la station météorologique de Météo-France la plus proche, « La Selve », sur la commune de La Selve à 16 km à vol d'oiseau, est de 10,8 °C et le cumul annuel moyen de précipitations est de 710,7 mm. 
La température maximale relevée sur cette station est de 41,2 °C, atteinte le 25 juillet 2019 ; la température minimale est de −18,7 °C, atteinte le 4 février 2012,,.
Les paramètres climatiques de la commune ont été estimés pour le milieu du siècle (2041-2070) selon différents scénarios d'émission de gaz à effet de serre à partir des nouvelles projections climatiques de référence DRIAS-2020. Ils sont consultables sur un site dédié publié par Météo-France en novembre 2022.

## Urbanisme

### Typologie
Au 1er janvier 2024, Brienne-sur-Aisne est catégorisée commune rurale à habitat dispersé, selon la nouvelle grille communale de densité à 7 niveaux définie par l'Insee en 2022.
Elle est située hors unité urbaine. Par ailleurs la commune fait partie de l'aire d'attraction de Reims, dont elle est une commune de la couronne,. Cette aire, qui regroupe 294 communes, est catégorisée dans les aires de 200 000 à moins de 700 000 habitants,.

### Occupation des sols
L'occupation des sols de la commune, telle qu'elle ressort de la base de données européenne d’occupation biophysique des sols Corine Land Cover (CLC), est marquée par l'importance des territoires agricoles (81,6 % en 2018), une proportion identique à celle de 1990 (81,6 %). La répartition détaillée en 2018 est la suivante : 
terres arables (79 %), forêts (15,9 %), zones urbanisées (2,5 %), zones agricoles hétérogènes (2,5 %), prairies (0,1 %). L'évolution de l’occupation des sols de la commune et de ses infrastructures peut être observée sur les différentes représentations cartographiques du territoire : la carte de Cassini (XVIIIe siècle), la carte d'état-major (1820-1866) et les cartes ou photos aériennes de l'IGN pour la période actuelle (1950 à aujourd'hui).

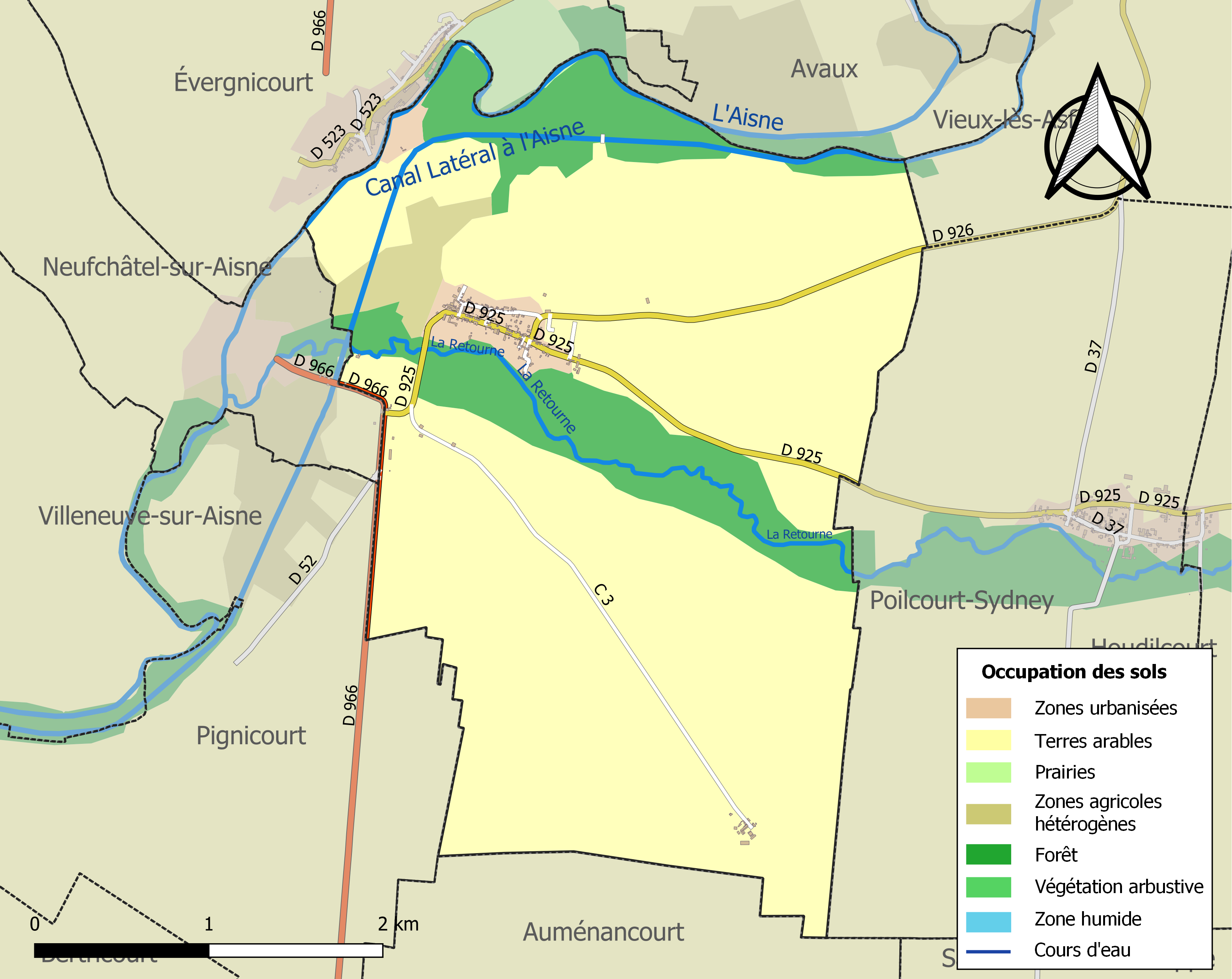
Carte des infrastructures et de l'occupation des sols de la commune en 2018 (CLC).

## Toponymie
Le nom de Brienne-sur-Aisne vient du mot gaulois « briuana » qui désigne un pont sur une rivière.
L'Aisne est un  cours d'eau naturel navigable, traversant les cinq départements Meuse, Marne, Ardennes, Aisne, Oise. Elle constitue une limite séparative nord de la commune.

## Histoire
Dans le cadre de son programme de jumelage avec d'autres villes du monde, le village de Brienne-sur-Aisne est jumelée avec Michiana Shores, en Louisiane (États-Unis).

## Politique et administration
| Période                                  | Période                   | Identité                                             | Étiquette | Qualité     |
| ---------------------------------------- | ------------------------- | ---------------------------------------------------- | --------- | ----------- |
| avant 1876                               | après 1877                | Lefèvret                                             |           |             |
| mars 2001                                | mars 2008                 | Philippe Guillemin                                   |           |             |
| mars 2008                                | En cours (au 23 mai 2020) | Xavier de Bouteville, Réélu pour le mandat 2020-2026 |           | Agriculteur |
| Les données manquantes sont à compléter. |                           |                                                      |           |             |

## Démographie
L'évolution du nombre d'habitants est connue à travers les recensements de la population effectués dans la commune depuis 1793. Pour les communes de moins de 10 000 habitants, une enquête de recensement portant sur toute la population est réalisée tous les cinq ans, les populations de référence des années intermédiaires étant quant à elles estimées par interpolation ou extrapolation. Pour la commune, le premier recensement exhaustif entrant dans le cadre du nouveau dispositif a été réalisé en 2007.

En 2022, la commune comptait 276 habitants, en évolution de +15 % par rapport à 2016 (Ardennes : −2,97 %, France hors Mayotte : +2,11 %).
| 1793 | 1800 | 1806 | 1821 | 1831 | 1836 | 1841 | 1846 | 1851 |
| ---- | ---- | ---- | ---- | ---- | ---- | ---- | ---- | ---- |
| 236  | 260  | 305  | 280  | 326  | 321  | 345  | 308  | 321  |

| 1866 | 1872 | 1876 | 1881 | 1886 | 1891 | 1896 | 1901 | 1906 |
| ---- | ---- | ---- | ---- | ---- | ---- | ---- | ---- | ---- |
| 343  | 333  | 320  | 334  | 326  | 318  | 261  | 210  | 251  |

| 1911 | 1921 | 1926 | 1931 | 1936 | 1946 | 1954 | 1962 | 1968 |
| ---- | ---- | ---- | ---- | ---- | ---- | ---- | ---- | ---- |
| 258  | 188  | 218  | 238  | 240  | 201  | 221  | 184  | 196  |

| 1975 | 1982 | 1990 | 1999 | 2006 | 2007 | 2012 | 2017 | 2022 |
| ---- | ---- | ---- | ---- | ---- | ---- | ---- | ---- | ---- |
| 175  | 162  | 149  | 160  | 174  | 175  | 195  | 258  | 276  |

## Lieux et monuments
- Église Saint-Jean-Baptiste de Brienne-sur-Aisne : église du xiiie siècle inscrite au titre des monuments historiques en 1926[27].
- Croix de chemin, mémorial de guerre.

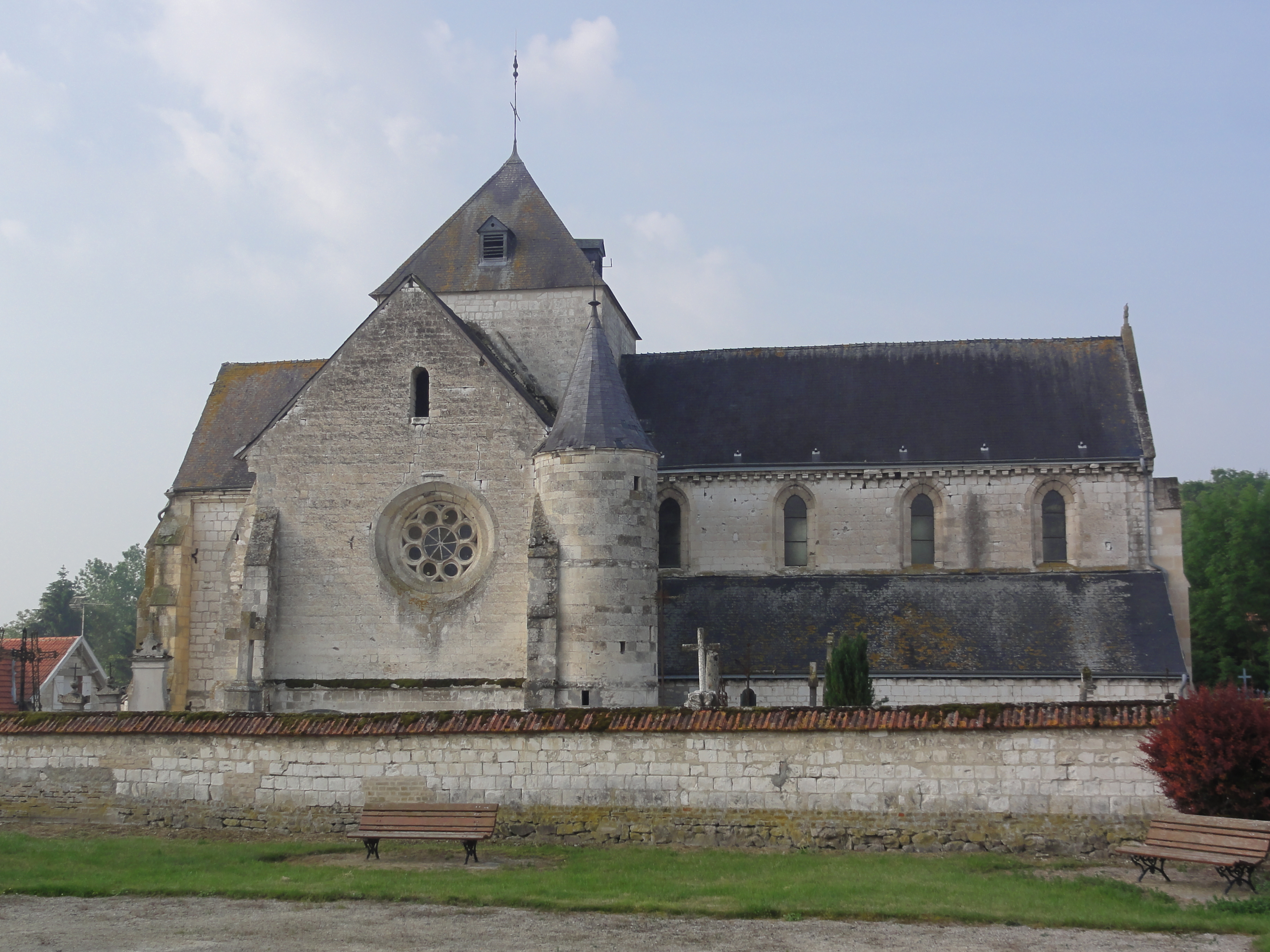
Église Saint-Jean-Baptiste.
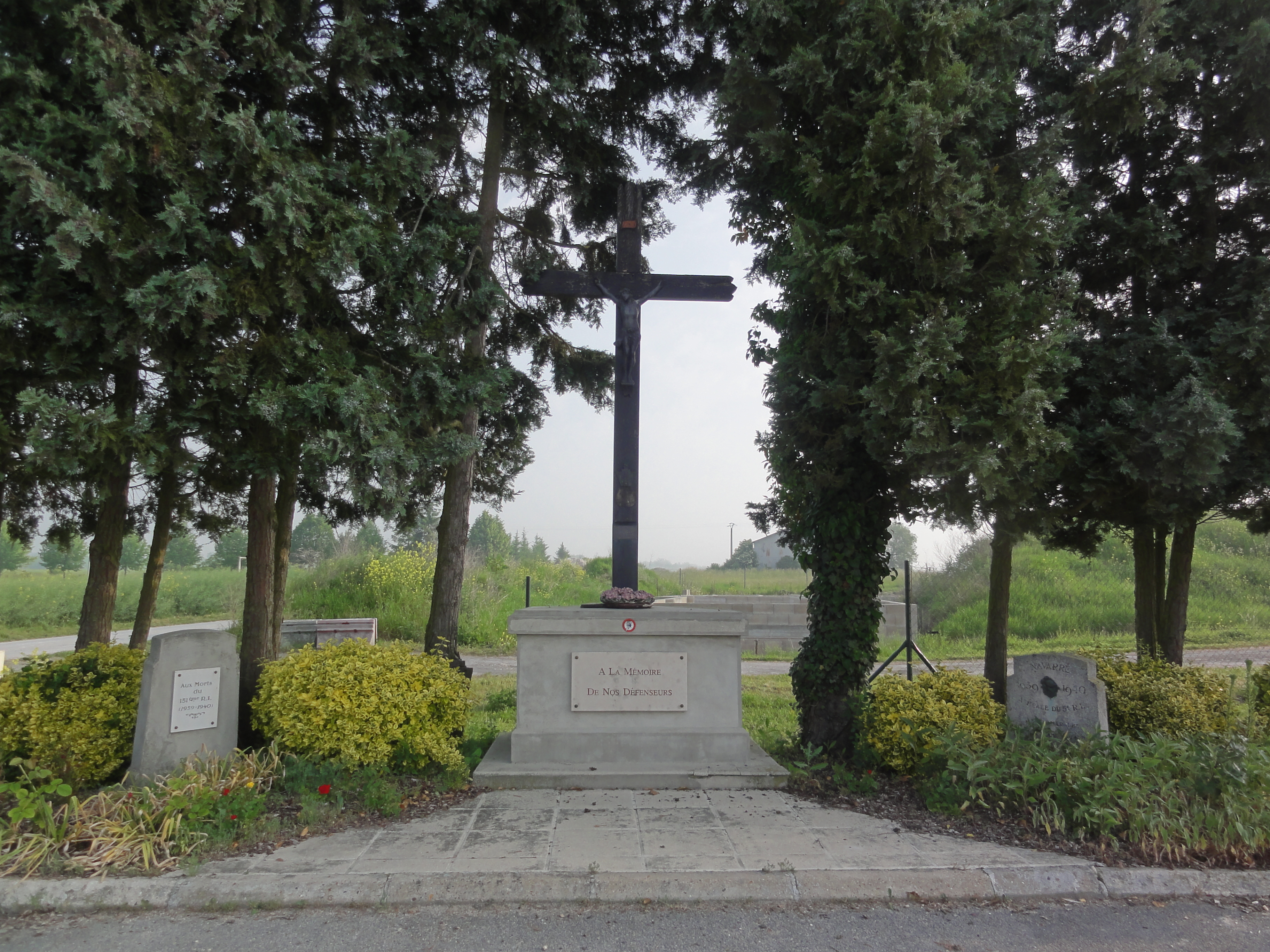
Croix de chemin, mémorial de guerre.